# Uniwersytet Nawarry

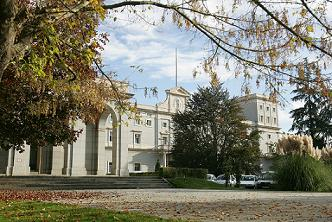
Budynek główny Uniwersytetu Nawarry

Uniwersytet Nawarry (hiszp. Universidad de Navarra) – prywatny uniwersytet założony w Pampelunie (Nawarra, Hiszpania) w 1952 przez św. Josemaríę Escrivę de Balaguera. Uniwersytet jest dziełem korporacyjnym Opus Dei, Prałatury Personalnej Kościoła Katolickiego. Uniwersytet ma swoje kampusy w Pampelunie, San Sebastian, Madrycie i Barcelonie. Można na nim studiować 36 kierunków studiów pierwszego stopnia, 34 kierunków studiów drugiego stopnia i 21 kierunków studiów doktoranckich. Filią Uniwersytetu jest m.in. jedna z najbardziej znanych uczelni MBA IESE Business School.

## Historia

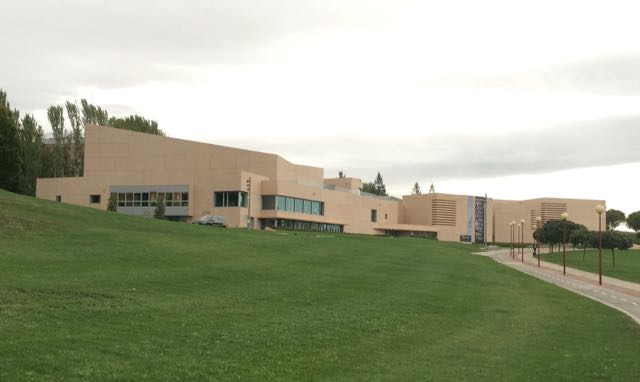
Kompleks Muzeum Uniwersytetu Nawarry

Uniwersytet Nawarry jest jednym z najstarszych dzieł korporacyjnych Opus Dei. Powstał pierwotnie jako Generalna Szkoła Nawarry, 17 października 1952, która posiadała szkołę prawa dla 48 osób prowadzona przez 8 profesorów pod kierunkiem pierwszego jej rektora, prof. Ismael Sánchez-Bella.
8 października 1955 powstał Wydział Humanistyczny. W 1958 w Barcelonie powstała szkoła IESE Business School, jako szkoła podyplomowa uniwersytetu. W 1960 Stolica Święta ustanowiła szkołę uniwersytetem, a Josemaría Escrivá został jej wielkim kanclerzem. W 1961 została uruchomiona pierwsza część Szpitala Klinicznego Uniwersytetu Nawarry.
W 1964 IESE rozpoczął pierwszy program studiów máster. 1 listopada 1969 Instytut Teologii stał się Wydziałem Teologicznym, a 8 listopada Instytut Dziennikarstwa przekształcił się w Wydział Nauk Informacyjnych.
W 1976 został otwarty budynek Wydziału Nauk Humanistycznych. W 1982 otwarto Centrum Studiów i Badań Technicznych Gipuzkoi (CEIT). W 1986 stworzono Instytut Naukowy i Technologiczny, Instytut Przedsiębiorstwa i Centrum Technologii Informacyjnej.
W 2002 uczelnia świętowała swoje 50-lecie.
W styczniu 2015 na terenie kampusu uniwersytetu otwarto Muzeum Uniwersytetu Nawarry (Museo Universidad de Navarra). Muzeum to posiada bogatą kolekcję dzieł sztuki współczesnej takich artystów jak Pablo Picasso, Wassily Kandinsky i wielu innych. Okazały budynek muzeum jest dziełem nawarskiego architekta Rafaela Moneo. Muzeum organizuje liczne wydarzenia kulturalne i kursy dla studentów.

### ETA
ETA, baskijska organizacja terrorystyczna, dokonała łącznie 6 zamachów na terenie Uniwersytetu Nawarry przed zawieszeniem broni w 2010 i rozbrojeniem w 2017:
1. 4 października 1979: celem było wydawnictwo uniwersyteckie;
2. 12 lipca 1980: zniszczenia materialne wyniosły ok. 35 mln ówczesnych peset; do zamachy przyznały się komanda Nafarroa
3. 24 czerwca 1981: wybuch samochodu-pułapki
4. 1983: jednoczesne wybuchy trzech ładunków w różnych miejscach
5. 23 maja 2002: eksplozja samochodu wypełnionego 20 kg materiałów; rany odnieśli wówczas policjant i trzy kobiety, ale straty materialne wyceniono na 250 tys. euro;
6. 30 października 2008 ETA dokonała zamachu na parkingu kampusu, raniąc co najmniej 19 osób[4].

## Studia
W roku akademickim 2016/2017 na Uniwersytecie Nawarry studiowało 11 002 studentów, w tym 7861 na studiach pierwszego stopnia (hiszp. grado), 2227 na studiach drugiego stopnia (hiszp. máster) oraz 914 na studiach doktoranckich. Uniwersytet charakteryzuje się wysokim udziałem studentów zagranicznych – 48,4% spośród studentów rozpoczynających studia w 2016.
Uniwersytet posiada szeroką ofertę studiów wszystkich poziomów (lista kierunków studiów) i zapewnia stypendia dla osób, które bez wsparcia finansowego nie mogłyby studiować ze względu na swoją sytuację ekonomiczną.

### Wydziały
- Lista wydziałów. unav.edu. [zarchiwizowane z tego adresu (2018-04-18)]. kampusu w Pampelunie:
- Prawa
- Prawa kanonicznego
- Nauk ścisłych
- Komunikacji (założony w 1958 przez Antonio Fontan)
- Nauk kościelnych i filozoficznych
- Teologiczny
- Ekonomii i zarządzania
- ISSA (Administracja)
- Humanistyczny (Filozofia i listy)
- Edukacji i psychologii
- Architektury
- Medyczny (oraz Klinika Uniwersytetu Nawarry)
- Farmacji
- Szkoła pielęgniarstwa

Lista wydziałów kampusu w San Sebastián:
- Wydział Techniczny (Tecnun)

W Barcelonie i Madrycie:
- IESE Business School
- ISEM Fashion Business School
- Oddziały Kliniki i studia magisterskie niektórych wydziałów.

## Działalność
- Od 1954 uniwersytet wydaje miesięcznik Nuestro Tiempo (Nasz czas), o średnim nakładzie 10 171 egz. w 2005[6]

- Wydział Teologiczny Uniwersytetu Nawarry jest znany z własnego tłumaczenia Starego i Nowego Testamentu na hiszpański. Przekład, wraz z bogatymi przypisami ascetycznymi, został nazwany „La Biblia de Navarra” (Biblia Nawarry) i ukończony w 2005[7].

## Ranking
To od kilku lat najlepszy prywatny uniwersytet w Hiszpanii, znajduje się w pierwszej dziesiątce wszystkich uczelni kraju w 2007 i 2008 według rankingu gazety „El Mundo”. W 2018 Uniwersytet Nawarry zajął pierwsze miejsce wśród uniwersytetów hiszpańskich w kategorii „Nauczanie i wyniki w nauce” oraz w kategorii „Działalność badawcza” w rankingu CYD (Fundación Conocimiento y Desarollo), przeprowadzonym na podstawie 36 wskaźników dot. wyników akademickich. Natomiast w klasyfikacji ogólnej tego rankingu zajął drugie miejsce po Uniwersytecie Autonomicznym w Barcelonie. Do wyróżniających się wydziałów należą wydział farmacji, medycyny i pielęgniarstwa.
W rankingu światowym QS International Rankings (2017) uniwersytet zajął najwyższe, 48. miejsce, spośród wszystkich uczelni hiszpańskich. W 2019 Uniwersytet Nawarry zajął trzecie miejsce (po Uniwersytecie Oksfordzkim i Uniwersytecie w Cambridge) wśród uniwersytetów europejskich w kategorii „Nauczanie”.

## Doktorzy honoris causa
- kard. Joseph Ratzinger
- Jérôme Lejeune
- ks. Tadeusz Styczeń SDS
- ks. Leo Scheffczyk
- Robert Spaemann
- Francesco Cossiga
- Julian Simon